# Karl Rost
Karl Rost (* 3. August 1902 in Hanau; † 28. Juli 1950 in Offenbach am Main) war ein deutscher Politiker (KPD Hessen) und Abgeordneter des Landtags des Volksstaates Hessen in der Weimarer Republik.

## Familie und Beruf
Karl Rost war der Sohn des Schumachers Bernhard Rost und dessen Frau Lucretia geborene Fächer. Er war mit Käthe-Maria geborene Metzger verheiratet und evangelischer Konfession.
Karl Rost arbeitete als Mechaniker und Werkzeugmacher in Klein-Steinheim.

## Politik
Karl Rost war seit 1919 Mitglied der KPD, ab 1928 bis Ende 1931 hauptamtlicher Sekretär der Unterbezirksleitung Hanau. Nach Auseinandersetzungen mit den Nationalsozialisten wurde er 1929 wegen „Landfriedensbruchs“ vom Schöffengericht Darmstadt zu sechs Monaten Gefängnis verurteilt. Rost gehörte 1931 bis 1932 für die KPD dem Landtag an. Infolge eines Formfehlers wurde sein Mandat jedoch am 19. Juni 1932 wieder aufgehoben. Anschließend war er Leiter der KPD in Mainz und Vertriebschef der KPD-Wochenzeitung Volksruf. Ab 1933 war er im illegalen Widerstand gegen den Nationalsozialismus. Ende 1933 wurde er inhaftiert und durch die Gestapo in Hanau und Offenbach schwer misshandelt. Er blieb bis März 1934 in Haft, u. a. im KZ Osthofen. Im Zusammenhang mit der Aktion Gewitter wurde Rost am 22. September 1944 erneut festgenommen und bis 27. Januar 1945 im KZ Dachau in Haft.
Nach Kriegsende war Rost vom 1. Juni bis 31. Oktober 1945 war Rost Leiter der Betreuungsstelle für rassisch, religiös und politisch Verfolgte beim Oberbürgermeister von Offenbach/Main. Er gehörte auch der Kreisgewerkschaftsleitung in Offenbach an. Im November 1945 wurde er Staatssekretär im hessischen Innenministerium des Kabinetts Geiler. Wegen politischer Differenzen mit seiner Partei schied Rost bereits im Juni 1946 aus der Regierung aus und arbeitete anschließend als freier Journalist. Nachfolger als Staatssekretär wurde Valentin Heckert.